# Eddie Kingston
Edward „Eddie“ Moore (* 12. Dezember 1981 in Yonkers, New York), besser bekannt unter seinem aktuellen Ringnamen Eddie Kingston, ist ein US-amerikanischer Wrestler. Er steht derzeit bei All Elite Wrestling unter Vertrag und tritt in deren Shows auf. Zu seinen bisher größten Erfolgen zählt der Erhalt der Ring of Honor World Championship, der CZW World Heavyweight Championship, der NJPW STRONG Openweight Championship und der zweifache Erhalt der CZW Tag Team Championship mit Joker und Drake Younger.

## Karriere

### Anfänge/CHIKARA
Moore begann sein Wrestlingtraining in der Wrestlingschule von Kevin Knight. Später trainierte er in der CHIKARA Wrestle Factory unter Mike Quackenbush und Chris Hero. Sein Debüt machte Moore am 12. Oktober 2002 an der Seite von Jack Marciano. Zusammen mit diesem bildete er das Tag Team Wildcards. Zusammen fehdeten sie gegen Team FIST (Gran Akuma und Icarus).

### Independent

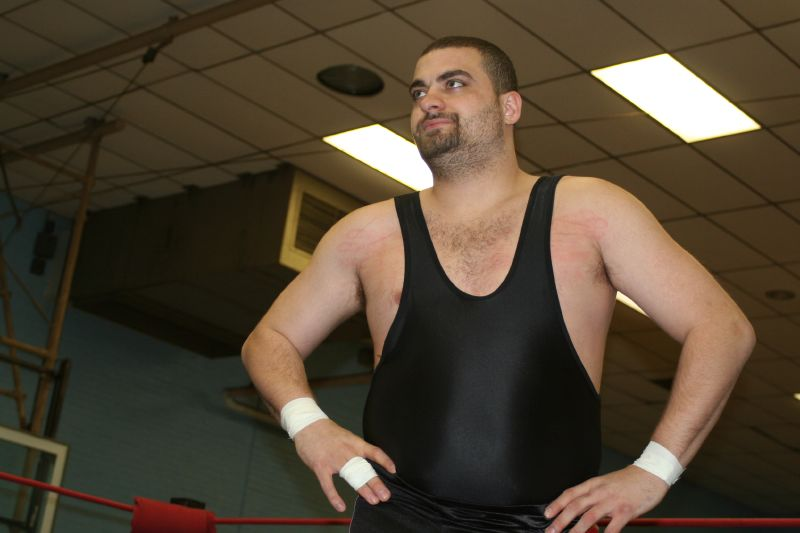
Eddie Kingston, 2008

Ende 2003 erfolgten die ersten Verpflichtungen bei anderen Independent Promotions (z. B. IWA Mid-South, Combat Zone Wrestling oder International Wrestling Cartel). Im August 2004 trat Moore auch in Deutschland bei Westside Xtreme Wrestling auf. Am 18. September 2004 gewann Moore zusammen mit Jack Marciano seinen ersten Titel, die IWA Mid-South Tag Team Championship. Gemeinsam mit Sabian gewann Moore am 1. Oktober 2005 das MBA Tag Team Title Tournament. Am 24. November 2006 gewann er das Revolution Strong Style Turnier bei der IWA Mid-South. Im Juni 2006 begann er eine Fehde gegen Larry Sweeney. Im Verlauf der Fehde gewann Moore den ICW/ICWA Tex-Arkana Television Titel von Sweeney. 2006 fehdete Moore außerdem gegen Chris Hero. In dieser Fehde gelang es Moore zusammen mit Joker die CZW Tag Team Titel von Chris Hero und Claudio Castagnoli (The Kings of Wrestling) zu gewinnen. Im September 2006 gewann Moore den CZW World Heavyweight Titel von Chris Hero. Die Fehde endete erst am 7. April 2007 in einem Loser Leaves Town-Match, welches Moore gewann.
Im Dezember 2007 gewann Moore den IWA Mid-South Heavyweight Titel von Mike Quackenbush. Im März 2008 kam Moore gemeinsam mit Joker und Ruckus ins Finale des King Of Trios-Turnier. Im Finale verloren sie jedoch gegen Los Luchadores de Mexico (bestehend aus El Pantera, Incognito und Lince Dorado).
2009 bildete Moore mit Brodie Lee und Grizzly Redwood das Stable Roughnecks. Im März 2010 bildete Moore mit Drake Younger das Tag Team Suicide Kings. Gemeinsam gewannen sie am 10. April 2010 die CZW Tag Team Titel. Am 10. Juli wurden der Titel für vakant erklärt.

## Erfolge
- All Elite Wrestling
- AEW Continental Championship
- CHIKARA

- 1× ICW/ICWA Tex-Arkana Television Championship

- Ring of Honor

- 1× ROH World Championship

- Combat Zone Wrestling

- 1× CZW World Heavyweight Championship
- 2× CZW Tag Team Championship 1× mit Joker, 1× mit Drake Younger

- IWA Mid-South

- 1× IWA Mid-South Heavyweight Championship
- 1× IWA Mid-South Tag Team Championship mit Jack Marciano

- Jersey All Pro Wrestling

- 1× JAPW New Jersey State Championship

- Maven Bentley Association

- 1× MBA Tag Team Championship mit Sabian

- New Japan Pro-Wrestling

- 1× STRONG Openweight Championship